# Broșteni

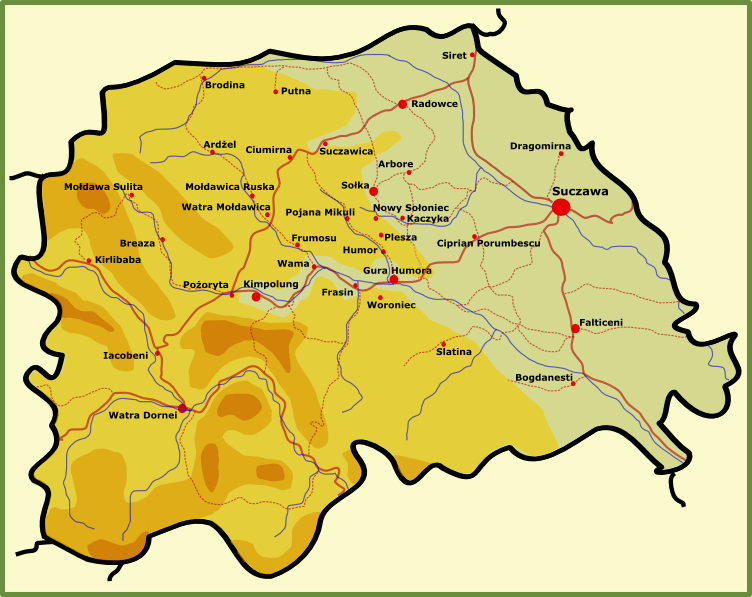
Bukowina

Broșteni – miasto w Rumunii, w okręgu suczawskim. Liczy 5,388 mieszkańców (2011). Mimo niewielkiej liczby mieszkańców, pod względem powierzchni jest ono największym miastem Rumunii. Broșteni zajmuje obszar ponad 594 km², z czego większość to niezaludnione tereny górskie.

## Przypisy

Dzisiejszy okręg Suczawa, z zaznaczoną Bukowiną południową